# Rue Bruneseau
La rue Bruneseau est une voie du 13e arrondissement de Paris, et d'Ivry-sur-Seine.

## Situation et accès
La rue Bruneseau est une voie du sud-est du 13e arrondissement de Paris. Longue de 520 mètres, elle débute au carrefour du quai d'Ivry, côté Paris, et du quai Marcel-Boyer à Ivry-sur-Seine, au bord de la Seine.
Elle longe la commune en direction du sud-est sur environ 200 mètres, formant le point de départ de la rue François-Mitterrand, avant de faire un coude et de repartir vers Paris, en direction du nord-est. Elle passe ensuite sous le boulevard périphérique, surélevé à cet endroit-là. Elle se termine sur le boulevard du Général-d'Armée-Jean-Simon, un des boulevards des Maréchaux, et à la promenade Germaine-Sablon qui dessert les Tours Duo au débouché de l'avenue de France.
Mis à part à ses extrémités, la rue Bruneseau n'est située au débouché que de la rue François-Mitterrand, à Ivry-sur-Seine. Juste avant de passer sous le périphérique, elle donne également sur la voie DV/13, bretelle d'accès au périphérique extérieur, et sur la voie AN/13, qui rejoint le quai d'Ivry.
La rue n'est à proximité d'aucune station de métro. Les stations les plus proches sont Porte d'Ivry et Pierre et Marie Curie sur la ligne 7, plus d'1 kilomètre à l'ouest, et Bibliothèque François-Mitterrand sur la ligne 14, plus d'un kilomètre au nord. Le projet de plongement à l'est de la ligne 10 du métro parisien prévoit la création d'une station située au niveau de la station Avenue de France de la ligne 3a du tramway.

## Origine du nom
Elle porte le nom de Pierre Emmanuel Bruneseau (1751-1819), inspecteur des travaux de la Ville de Paris, créateur du service des égouts de Paris.

## Historique
Cette rue est ouverte sur l'emplacement du bastion no 93 de l'enceinte de Thiers et englobe également une partie de l'impasse Payen. Elle prend sa dénomination actuelle le 8 juin 1946.

## Bâtiments remarquables et lieux de mémoire
Le côté droit de la rue, entre les nos 1 et 23, est situé sur le territoire d'Ivry-sur-Seine. La rue forme à cet endroit la limite entre les deux communes.
- Entre la rue Bruneseau, le boulevard périphérique et le quai d'Ivry s'étend la Cité technique et administrative de la ville de Paris, réalisée par l'architecte Michel Kagan en 1991[3].
- En face (au no 45), les nouveaux silos des ciments Calcia conçus par Vib Architecture[4] ont été mis en service en 2014, après la démolition des précédents silos situés sur le quai d'Ivry.
- De l'autre côté du périphérique, au no 26, est situé l'hôtel industriel Berlier, création de l'architecte Dominique Perrault en 1990.
- Un garage de véhicules de la Direction de la propreté et de l'eau de Paris (Garage Bruneseau) est présent dans la rue, de même que l’entrée de Ivry/Paris XIII, centre de tri des déchets du SYCTOM.
- Les Tours Duo.